# KiriKiri
Kirikiri (吉里吉里 kirikiri?) es un motor de secuencias de comandos japonés desarrollado por "Dee W.". Se utiliza casi exclusivamente con KAG (Kirikiri Aventuras System) para producir novelas visuales. Por lo general, el conjunto de los dos componentes se considera todo el motor, y se hace referencia con los números de versión principal. Por lo tanto, la versión actual se llama KiriKiri2/KAG3. Está disponible bajo la Licencia Pública General GNU, aunque las licencias comerciales se pueden adquirir si alguien desea ampliar el software sin dar a conocer los cambios.
Kirikiri se ha utilizado tanto en dōjin como en novelas visuales comerciales, entre ellas Fate/Stay Night  y Fate/Hollow Ataraxia, de TYPE-MOON. A menudo se utiliza como un sustituto más moderno y ampliable de los antiguos motores de NScripter.
Kirikiri almacena sus recursos en archivos con la extensión .XP3, aunque los archivos también pueden incrustarse con el ejecutable en pos de una distribución simple. Otro formato de archivo asociado con Kirikiri es .TLG, un formato de imagen de mapa de bits con canal alfa integrado. El lenguaje de programación propio (llamado TJS) es una reminiscencia de los lenguajes orientados a objetos derivados de ECMAScript (por ejemplo, JavaScript), y KAG implementa una marco basado en etiquetas de formato sistema similar al XML. Kirikiri / KAG es, además, extensible con plugins mediante  bibliotecas (o librerías) de enlace dinámico (archivos binarios *.dll, por la sigla en inglés de dynamic-link library) o a través de un formato propio.
Aunque el motor está distribuido bajo una licencia de código abierto, hasta el momento no ha sido portado a otros sistemas operativos diferentes de Microsoft Windows. Por otra parte, aunque KiriKiri soporta unicode codificado en UTF-16 para sus archivos de scripts, el hecho de que la mayoría de los desarrolladores de origen japonés usen SHIFT-JIS para codificarlos hace que sea necesario establecer la configuración regional de Windows en japonés o para usar programas externos como AppLocale para ejecutar la gran mayoría de los juegos basados en Kirikiri.